# Кешинг
Кешинг (нім. Kösching) — громада в Німеччині, розташована в землі Баварія. Підпорядковується адміністративному округу Верхня Баварія. Входить до складу району Айхштет.
Площа — 55,60 км2. Населення становить 9789 ос. (станом на 31 грудня 2020).